# Richard Nelson Frye
Pour les articles homonymes, voir Frye.
Richard Nelson Frye né à Birmingham, dans l'Alabama (États-Unis), le 10 janvier 1920, et mort à Boston le 27 mars 2014, est un universitaire américain dans le domaine des études iraniennes et de l'Asie centrale, et un professeur émérite d'iranien à l'université Harvard. Ses centres d'intérêt professionnels sont la philologie iranienne et l'histoire de l'Iran et de l'Asie centrale avant 1000 av. J.-C.
Né à Birmingham (Alabama) dans une famille d'émigrants suédois, « Freij » a quatre enfants, est marié en secondes noces à une universitaire assyrienne, Dr Eden Naby originaire d'Orumieh, qui enseigne à l'université Columbia. Il parle couramment le russe, l'allemand, l'arabe, le persan, le français, le pashto, l'ouzbek et le turc ; et a une connaissance fournie de l'avestique, du pahlavi du sogdien et d'autres langues et dialectes d'Asie centrale, à la fois éteints ou vivants.

## Carrière
Frye a d'abord suivi des cours à l'université de l'Illinois, où il reçut un diplôme en histoire et en philosophie en 1939. Il reçut son MA de l'université Harvard en 1940 et un Ph.D. de la même université en 1946, en histoire asiatique.
Frye a servi pour le Bureau des services stratégiques (OSS) pendant la Seconde Guerre mondiale. Il était stationné en Afghanistan et a beaucoup voyagé au Moyen-Orient, en Asie centrale et en Asie du Sud.
Il rentra à Harvard pour enseigner. Il était membre de la faculté d'Harvard de 1948 à 1990. Il est maintenant professeur émérite à Harvard. Il a aussi servi en tant que membre de la faculté, invité ou en visite dans les institutions suivantes :
- Habibiya College à Kaboul (1942-1944)
- Université Johann Wolfgang Goethe de Francfort-sur-le-Main (1959-1960)
- Université de Hambourg (1968-1969)
- Université Pahlavi à Chiraz (1970-1976)
- Université du Tadjikistan (1990-1992).

Le professeur Frye a fondé le Centre des études du Moyen-Orient à Harvard, le premier programme d'études iraniennes aux États-Unis. Il a aussi été Directeur de l'Asia Institute à Shiraz (1970-1975), faisait partie du Conseil d'administration de l'université Pahlavi à Chiraz (1974-1978), président du Committee on Inner Asian Studies ("Comité pour les études asiatiques") à Harvard (1983-1989), et éditeur du Bulletin of the Asia Institute (1970-1975 et 1987-1999).

## Frye, partisan de la culture perse

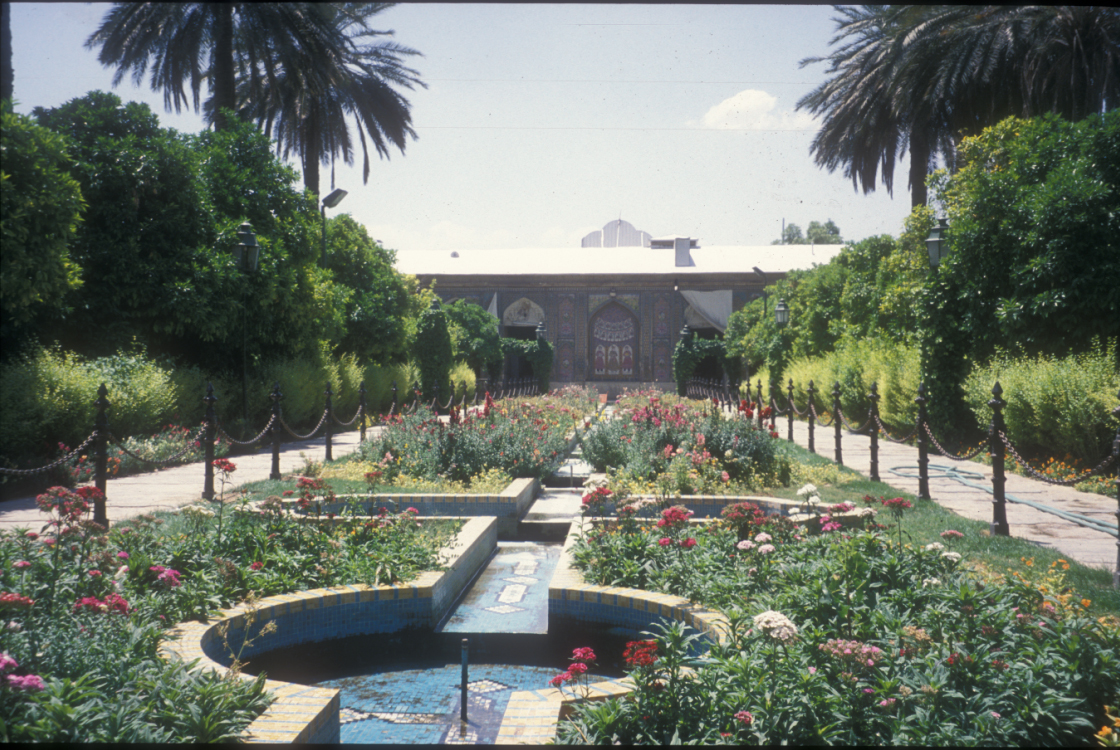
Maison de Ghavam, où le célèbre Shiraz University Asia Institute fut fondé. Frye a dirigé l'institut de 1969 à 1974.

Frye pensait que la civilisation perse était sous-appréciée par les autres musulmans, arabes en particulier. Il a écrit :
« Les Arabes ne comprennent plus le rôle de l'Iran et du Persan dans la formation de la culture islamique. Peut-être veulent-ils oublier le passé, mais ce faisant, ils retirent les bases de leur propre être spirituel, moral et culturel… sans l'héritage du passé et un sain respect pour celui-ci, il n'y a que peu de chance de connaître la stabilité et une croissance correcte. »
(R. N. Frye, The Golden Age of Persia, Londres, Butler & Tanner Ltd., 1989, page 236)
Les Iraniens ont répondu de manière enthousiaste à son appréciation.
En août 1953, peu avant la chute de Mossadegh, le linguiste iranien Ali Akbar Dehkhoda a attribué à Frye le titre (laqab) de : Irandoost (signifiant « ami de l'Iran »).(Greater Iran, p. 142)
Une cérémonie a eu lieu à Téhéran le 27 juin 2004 afin de rendre hommage aux six décennies de travail du Professeur Frye et de sa contribution à l'iranologie, ses recherches sur la langue persane et l'histoire et la culture de l'Iran.
Dans son testament, le professeur Frye a exprimé le souhait d'être enterré à côté du Zayandeh rud à Ispahan. Deux autres iranologues américains, Arthur Upham Pope et Phyllis Ackerman sont déjà enterrés là-bas.